# Kylie Cosmetics
Kylie Cosmetics è una azienda di cosmetici fondata da Kylie Jenner con sede a Oxnard, in California. Inizialmente conosciuta come Kylie Lip Kits, ha cambiato nome nel 2016.

## Storia

Logo del brand

Nel November 2017 sette negozi TopShop hanno venduto prodotti della linea.
La compagnia è stata valutata da Forbes per un valore di circa 800 milioni di dollari nel 2018 e per un valore di 900 milioni di dollari nel marzo del 2019. Sono state realizzate diverse collaborazioni con le sorelle Kendall Jenner, Kourtney Kardashian, Khloé Kardashian, Kim Kardashian, con la madre Kris Jenner e con l'ex migliore amica della Jenner, Jordyn Woods.
Nel novembre 2019 il 51% di Kylie Cosmetics è stato ceduto per 600 milioni di dollari a Coty, una delle più grandi aziende al mondo di profumi.

## Collezioni
Nel 2017, Kylie Jenner ha annunciato due collaborazioni chiamate KKW X Kylie e Koko X Kylie con la sua sorellastra Kim Kardashian. 
Nel Febbraio 2018 ha realizzato la collezione Weather, ispirata da sua figlia Stormi.
Nell'Aprile 2018 Jenner ha annunciato una collaborazione con Kourtney Kardashian chiamata Kourt X Kylie. 
Per la festa della mamma del 2018, Jenner ha rilasciato una linea in collaborazione con sua madre Kris Jenner. La collezione include un Lip Kit, dei lucidalabbra e una palette di quattro illuminanti/blush.
Nel Settembre del 2019, è stata rilasciata la linea KylieXBalmain in collaborazione con Oliver Rousteing.
Nel Natale 2020 ha collaborato con The Grinch.
Ha realizzato una collezione Halloween nel 2021 insieme a A Nightmare on Elm Street.
Il 19 Ottobre 2022 ha rilasciato una collaborazione con Batman chiamata Batman X Kylie.